# Kresba

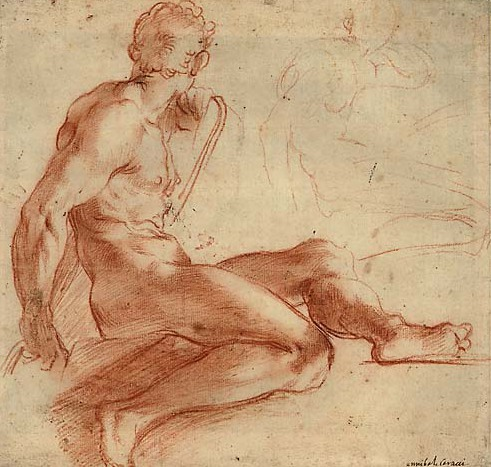
kresba rudkou, mužský akt od Annibale Carracciho, 16. století

Kresba je zobrazování předmětů pomocí čar. Nástrojem pro jejich vytváření je tužka, křída, uhel, pero apod.
Kresba je výsledkem činnosti, řadící se k výtvarnému umění. Patří k nejstarším výtvarným projevům člověka (jeskyně Altamira, Lascaux), a je např. jedním ze způsobů kvalifikovaného zobrazení trojrozměrného námětu (objektu..) na dvojrozměrné médium, jedná-li se o zachycení skutečnosti. Kresba má informační hodnotu, ale bývá i pouhým sebevyjádřením autora.
Autor kresby může být označen za kreslíře nebo kresliče (pro technický výkres).

## Součásti kresby

### Kreslící pomůcky

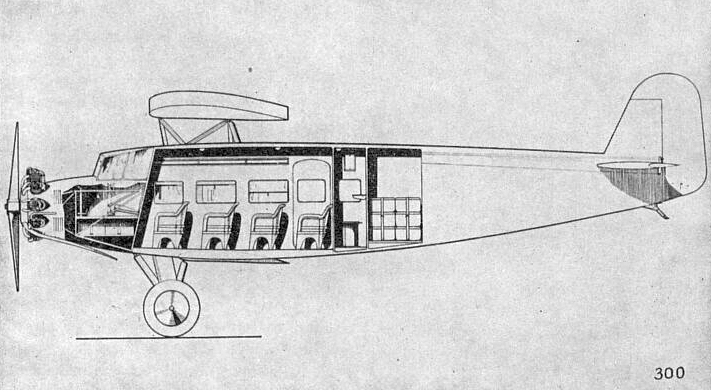
tužka - skica uspořádání vnitřku letounu

Kresba vzniká za využití kresebných (kreslících) pomůcek. Většinovým výrazovým prostředkem kresby je lineární stopa - čára nebo linie, taky bod i celá plocha. Pro její vytváření se používají běžně dostupné pomůcky, např. tužky, pastelky, voskové tužky, pastely, voskové pastely, fixy, rudky, lisované nebo přírodní uhly, olůvka (dříve), pera a tuš. Při použití uhlu či rudky je potřebné výslednou kresbu ošetřit, tzv. zafixovat (fixativem). Někteří malíři kombinují uhel s pastelem, právě pro tyto jejich vlastnosti (lze je rozmazávat a vytvářet měkké přechody). Pro kresbu tuší, nebo inkoustem, se používá vyměnitelné pero s násadkou, dále technická (redispera), či kaligrafická pera, v minulosti se využíval i husí brk, nebo např. exotické bambusové či rákosové pero.

### Podklad
Malé množství materiálu (tuhy..), které se při kreslení uvolňuje z použité pomůcky (tužky..) na podklad (čtvrtku..), za sebou zanechává viditelnou stopu (čáru..). Jako podklad pro kresbu se nejčastěji používá papír (dříve i pergamen, papyrus..), dále karton, kůže(?), desky a mnohé další. Papír se rozlišuje podle rozměru, gramáže, bělosti, volumenu atd., známe papír ekologický, křídový a další. Dočasně mohou být, jako podklad kresby, využívány také tabule. Význam (pro výslednou kresbu) mají i fyzikální vlastnosti podkladu, tzn. je-li suchý, mokrý, mastný, drsný, sametový, lesklý, hladký..

## Druhy kresby
Grifonáž je bezděčná, intuitivní kresba na okraji papíru. Systém čar, tvořený pomocí podvědomí, se označuje jako automatická kresba. Rychlá, zkratkovitá kresba, zachycující jen obrysově okamžitý nápad či situaci, se nazývá náčrt, o trochu více propracovanější je skica. Podle modelu se provádí tzv. studijní kresba. Pro následnou práci s náročnějšími materiály (omítka, dřevo) se využívá přípravná kresba, která je poté na podklad přenášena. Umělecká kresba je volnou tvorbou autora. Samostatným druhem zkratkovité kresby je karikatura.
Za kresbu lze označit i první výsledky setkání dítěte s tužkou či pastelkou. Dětská kresba je diagnostickým nástrojem a může mít mnoho vypovídajících hodnot. Odborní psychologové dovedou na základě dětského kresebného projevu určit stupeň vývoje dítěte, případnou vývojovou odchylku nebo potíže, které dítě v životě provázejí.
Kresbou bývá nazýváno, jako způsob veřejného vyjadřování, i graffiti, nicméně to je spíše malba.

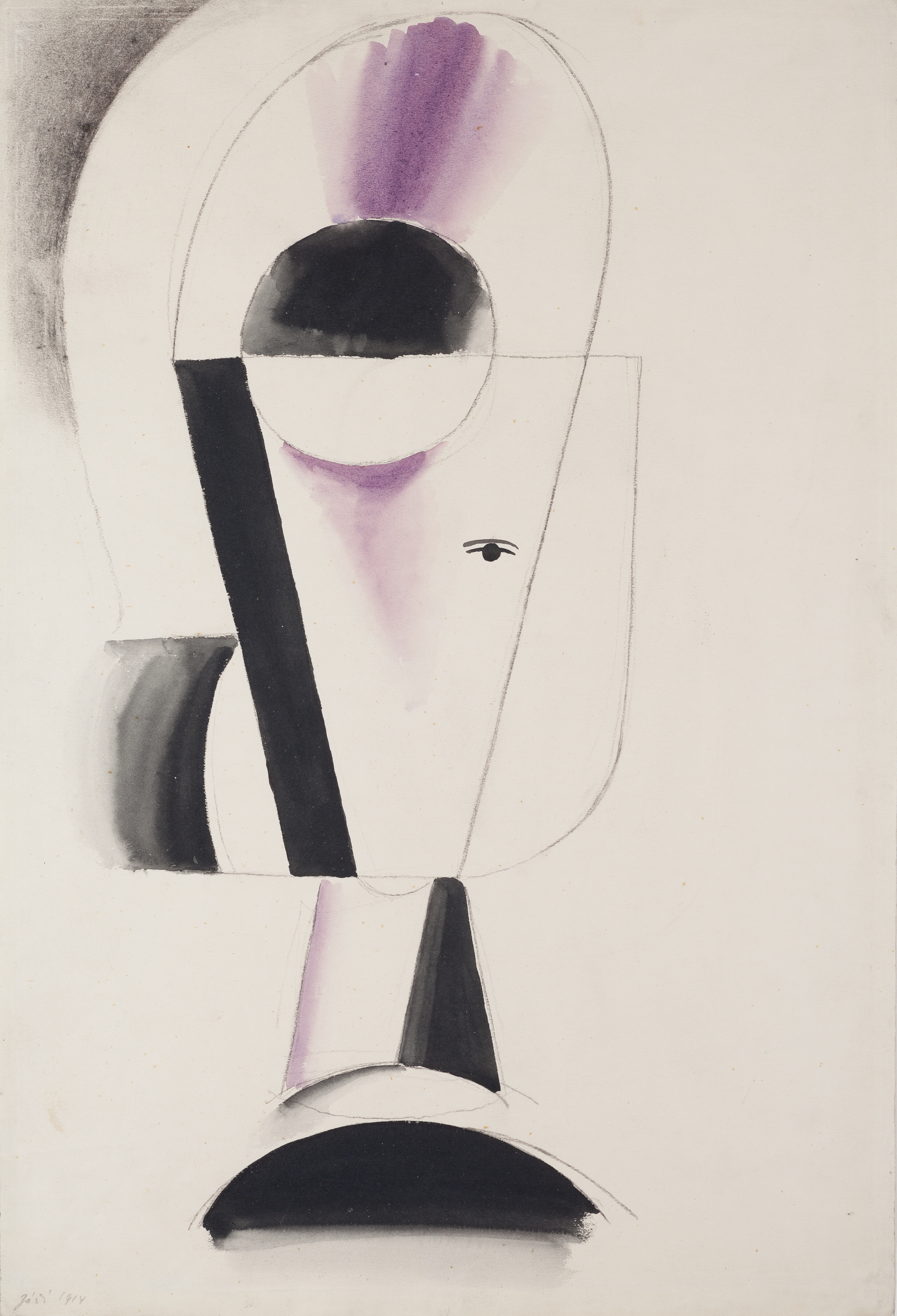
tužka, akvarel, tuš, studie hlavy - Josef Čapek

### Techniky kresby
Častým, ale ne rozlišujícím, znakem kresby je použití jedné barvy (většinou černé), obraz vytvořený pomocí čar (šrafování) a pouze částečné pokrytí podkladu.
Techniky lze rozdělit na mokré, suché a kombinované. Mokrá, kdy se provádí kresba tuší, inkousty, fixy, tekutou barvou, tj. tekutinu - vodu (líh) obsahujícími kreslícími pomůckami. Za suchou kresbu se označuje kresba tužkou, rudkou, uhlem, pastelem, pastelkou atd. Složitější jsou techniky kombinované, kresby, nanášené do vlhkého podkladu, např. v minulosti hojně užívaná tzv. lavírovaná kresba, kdy jsou obrysy kresby tuší rozmývány pomocí mokrého štětce, někdy i namočeného do řídké, tekuté barvy. Dále je to kolorovaná kresba, tj. kresba, kde jsou plochy vymalovány barvou (jedná se už o efekt, podobný akvarelu). Proškrabávaná kresba vzniká použitím ostrého hrotu, kterým se do tuší natřeného voskového podkladu proškrabává námět.

### Použití
Kresba může být (podle smyslu a účelu) samostatným výtvarným dílem. Většinou jsou ale pomocí kresby vytvářeny základní studie, při nichž si např. malíř, sochař či architekt (ale i řemeslník) zkouší a ujasňuje svůj záměr, nápad, kompozici a další aspekty připravovaného výrobku, nebo uměleckého díla, reliéfu, sochy, malby či architektonické realizace. Kresba je základem malířské tvorby, ale i dalších odvětví, návrhářství módy nevyjímaje.
Kresba je umělci hojně užívána také ke studiu, při zaznamenávání děl jiných umělců, jako základu své vlastní umělecké tvorby. Postupně začala být kresba chápána i jako svébytné umělecké dílo, přesto je dodnes (nejen) výtvarníky užívána hlavně k přípravným studiím. Již od dob renesance se kresba stala vyhledávaným sběratelským artiklem, nejen jako samostatné dílo, i jako součást díla jiného, např. kresby na předsádkách knih.